# キック・アス2
『キッカ・アス2』（Kick-Ass 2）は、マーク・ミラーとジョン・ロミータ・Jrによるコミック・ブック・シリーズであり、『キック・アス』の続編である。キック・アスシリーズの第三章。

## 製作
ミラーによると『キック・アス』の続編は、非常に早い段階で計画されていた。ミラーは、『キック・アス』は三部作構成を想定していることを明言していた。だが『キック・アス2』のハードカバー版の発売に伴い、シリーズ全体で五部作になることが明らかにされた。『キック・アス』が第1章、『ヒット・ガール』が第2章、『キック・アス2』が第3章で、タイトル未定の第4章と第5章が企画されている。

## 発表
『キック・アス2』は『CLiNT』誌で初公開された。そしてマーベル傘下のアイコン・コミックスより出版された。
コミックは2010年10月20日に開始された。同月27日までには『キック・アス』第1号は完売した。その号は2つのバリアントカバーで再発行される予定であった。第2号は当初の予定から3ヶ月遅れの2011年3月30日に発売された。第3号は2011年8月24日、第4号は9月28日、第5号は11月23日、第6号は12月28日に発売された。最終となる第7号は2012年3月21日に発売された。
全号を収録したグラフィック・ノベル版は2012年6月13日に発売された。

## 映画化
2012年5月にユニバーサル・ピクチャーズがコミックの映画化権を買取り、製作を計画した。監督はジェフ・ワドロウが務め、ワドロウ、マシュー・ヴォーン、ジョン・ロミータ・Jrが脚色する。新たにジム・キャリーがキャストに加わり、2013年8月14日に公開された。